# Starkówek
Starkówek (deutsch: Neu Batzdorf, auch Neubatzdorf) ist ein Ort in der Stadt- und Landgemeinde Bystrzyca Kłodzka im Powiat Kłodzki der Woiwodschaft Niederschlesien in Polen. Es liegt elf Kilometer nordwestlich von Bystrzyca Kłodzka (Habelschwerdt).

## Geographie
Starkówek liegt in den östlichen Ausläufern des Habelschwerdter Gebirges an der Woiwodschaftsstraße 388, die von Bystrzyca Kłodzka nach Polanica-Zdrój (Altheide) verläuft. Nachbarorte sind Stary Wielisław (Alt Wilmsdorf)  im Nordosten, Starków (Alt Batzdorf) im Osten, Nowa Łomnica (Neu Lomnitz) im Südosten, Paszków (Pohldorf) im Südwesten und Pokrzywno (Nesselgrund) sowie Nowy Wielisław (Neu Wilmsdorf) im Nordwesten.

## Geschichte
Neubatzdorf wurde erstmals 1338 erwähnt. Es gehörte zum Glatzer Land und war im Besitz der Böhmischen Kammer. Anlässlich der Einweihung der St.-Florians-Kapelle 1562 wurde es als „Neubertsdorf“ bezeichnet. 1577 verkaufte es die Böhmische Kammer dem Heinrich von Ratschin, dem bereits der Arnsdorfer Schlosshof gehörte. Nach dessen Tod 1612 erbten seine drei unmündigen Söhne Heinrich d. J., Friedrich und Hans die Besitzungen. Sie verwalteten ihren Besitz gemeinsam, verloren jedoch wegen ihrer Beteiligung am Böhmischen Ständeaufstand von 1618 nach der Schlacht am Weißen Berg 1623 ihre Lehensgüter ganz und die Erbgüter zur Hälfte. 1624 erwarb der spätere Glatzer Landeshauptmann Johann Arbogast von Annenberg den Arnsdorfer Schlosshof mit den zugehörigen Dorfschaften. Durch Heirat gelangten dessen Besitzungen 1651 an Johann Friedrich von Herberstein, der aus den erlangten Besitzungen die Herrschaft Grafenort bildete, die bis 1670 „Arnsdorf“ hieß. Er verschärfte die auf seiner Herrschaft zu leistenden Robotdienste, wodurch es zum Aufstand der Bauern kam. Aus Verzweiflung darüber brachte sich der Scholze von Neubatzdorf am 10. März 1661 im Gefängnis um.
Nach dem Ersten Schlesischen Krieg und endgültig mit dem Hubertusburger Frieden 1763 fiel Neubatzdorf zusammen mit der Grafschaft Glatz an Preußen. Nach der Neugliederung Preußens gehörte es ab 1815 zur Provinz Schlesien und war zunächst dem Landkreis Glatz und ab 1818 dem neu geschaffenen Landkreis Habelschwerdt eingegliedert, mit dem es bis 1945 verbunden blieb. Seit 1874 gehörte die Landgemeinde Neu Batzdorf zum Amtsbezirk Alt Lomnitz, zu dem auch die Landgemeinden Neu Lomnitz, Aspenau, Glasendorf, Grafenort, Melling, Neu Hain, Neu Wilmsdorf und Sauerbrunn gehörten. 1939 wurden 321 Einwohner gezählt.
Als Folge des Zweiten Weltkriegs fiel Neu Batzdorf 1945 wie fast ganz Schlesien an Polen und wurde zunächst in Baców und 1946 in Starkówek umbenannt. Die deutsche Bevölkerung wurde, soweit sie nicht schon vorher geflohen war, vertrieben. Die neu angesiedelten Bewohner waren zum Teil Vertriebene aus Ostpolen, das an die Sowjetunion gefallen war. Ab 1945 gehörte Starkówek zum Powiat Bystrzycki, der 1975 aufgelöst wurde. 1975 kam es an die neu gebildete Woiwodschaft Wałbrzych (Waldenburg), die bis 1998 bestand.

## Sehenswürdigkeiten
- Die Kapelle St. Florian wurde 1562 als Stiftung des Neubatzdorfer Müllers Bach errichtet. 1891 erfolgten umfangreiche Erneuerungsarbeiten, 1927, 1973 und 1976 weitere Renovierungen. Unter den Gemälden befand sich eine Darstellung der hl. Kümmernis aus der zweiten Hälfte des 17. Jahrhunderts,[4] die nach 1970 entwendet wurde.[5] Heute befindet es sich im Museum des Missionshauses „Christus Rex“ im benachbarten Sokołówka (Falkenhain), einem Ortsteil von Polanica-Zdrój.[6]